# Bind On Equip
Bind On Equip (engl. „binde beim Anlegen“, selten Bound on Equip „gebunden beim Anlegen“, abgekürzt BOE oder BoE) bezeichnet in Multiplayer-Computerspielen spezielle Gegenstände (meistens Items genannt) bzw. den zugrundeliegenden Mechanismus, der auf diese angewendet wird. Durch das Anlegen derartiger Gegenstände, d. h. Anziehen von Kleidung/Rüstung oder wenn man eine Waffe oder Werkzeug in die Hand nimmt, werden sie an den Spieler bzw. seinen Avatar gebunden und können im Gegensatz zu anderen Gegenständen nicht mehr an andere Spieler weitergeben werden.
Der Sinn dieser Eigenschaft besteht darin, dass gute (d. h. sehr nützliche) Gegenstände nach Gebrauch nicht mehr an andere Spieler weitergegeben bzw. verkauft werden können wenn diese nicht mehr benötigt werden. Dadurch wird verhindert, dass die virtuelle Welt mit derartigen Gegenständen überflutet wird, weil sie nie aus dem Wirtschaftskreislauf verschwinden würden.
Eine strengere Form dieses Mechanismus stellt Bind On Pickup (BOP) dar; im Gegensatz zu Bind On Equip kann ein Spieler einen erworbenen/gefundenen Gegenstand überhaupt nicht an andere Spieler weitergeben.